# Prasophyllum goldsackii
Prasophyllum goldsackii är en orkidéart som beskrevs av J.Z.Weber och Robert J. Bates. Prasophyllum goldsackii ingår i släktet Prasophyllum och familjen orkidéer. Inga underarter finns listade i Catalogue of Life.